# Трохокарпа
Трохока́рпа (лат. Trochocarpa) — род растений семейства Вересковые.

## Ботаническое описание

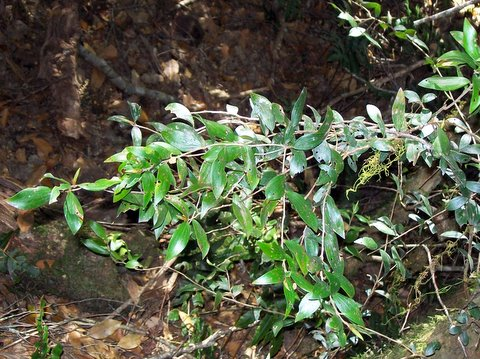
Трохокарпа горная (Trochocarpa montana)

Кустарники или небольшие деревья. Листья кожистые, очередные и двурядные или группируются в конце ветви, с несколькими продольными жилками и коротким черешком.
Цветки верхушечные или пазушные, чашелистиков 5.
Плод — шаровидная костянка.

## Ареал
12 видов рода Trochocarpa встречаются в Малайзии и Австралии. В Австралии встречаются 7 или 8 видов, которые являются эндемичными.

## Виды
Род включает в себя следующие виды:
- Trochocarpa bellendenkerensis Domin
- Trochocarpa clarkei (F.Muell.) F.Muell. — Трохокарпа Кларка
- Trochocarpa cunninghamii (DC.) W.M.Curtis — Трохокарпа Каннингема
- Trochocarpa disticha (Labill.) Spreng. — Трохокарпа двурядная
- Trochocarpa gunnii (Hook.f.) Benth. — Трохокарпа Ганна
- Trochocarpa laurina (Rudge) R.Br.
- Trochocarpa montana J.B.Williams & J.T.Hunter — Трохокарпа горная
- Trochocarpa parviflora (Stschegl.) Benth. — Трохокарпа мелкоцветковая
- Trochocarpa thymifolia (R.Br.) Spreng. — Трохокарпа тимьянолистная

По данным The Plant List, этот род содержит единственный вид Trochocarpa laurina (Rudge) R.Br..